# Diario de Noticias de Navarra
Diario de Noticias de Navarra es un periódico editado en Pamplona. Junto con Diario de Navarra, es uno de los dos principales periódicos navarros. 
Salió al mercado el 8 de abril de 1994 tras el cierre de Navarra Hoy y nutriéndose de la práctica totalidad de sus redactores. Su empresa promotora es Zeroa Multimedia, constituida en julio de 1993 por un grupo de inversores navarros, entre los que destacaba Miguel Rico, constructor y dueño de la empresa MRA, aunque posteriormente se desligó del proyecto.
Su orientación política es de carácter progresista,  antiespañol y sensible al sentimiento vasquista en Navarra, aunque sin apoyar abiertamente su integración en el País Vasco.
La empresa editora, Grupo Noticias, tiene tres periódicos más, en Álava, con Noticias de Álava, en Guipúzcoa, con Noticias de Gipuzkoa, y en Vizcaya, con Deia; así como la emisora radiofónica Onda Vasca. 
Diario de Noticias dedica una especial atención a temas relacionados con la salud, la ecología, el deporte, el ocio, etc., intentando satisfacer esta nueva demanda informativa que circula alrededor de los periódicos y que algunos autores denominan periodismo de servicio. Se presenta asimismo como un diario preocupado por su presentación estética, con un diseño en color realizado por Ricardo Bermejo.
Desde su fundación ha tenido los siguientes directores: Fernando Múgica Goñi (1994-1995), Manuel Bear (1995-2002), Pablo Muñoz (2002-2008), y Joseba Santamaría (desde 2008).
Aunque sin romper la hegemonía del Diario de Navarra, que aglutina la mayor parte de la audiencia, con el tiempo ha logrado penetrar en la sociedad navarra, especialmente entre lectores de carácter progresista, recogiendo la herencia de Navarra Hoy (1982-1994), cuya rotativa utiliza Diario de Noticias.